# Spies (film 1915)
Spies è un cortometraggio muto del 1915 diretto da Frank Wilson.

## Trama
Una ragazza scappata di casa insieme a un poeta si comporta in maniera furtiva e i due vengono scambiati per spie.

## Produzione
Il film fu prodotto dalla Hepworth.

## Distribuzione
Distribuito dalla Hepworth, il film - un cortometraggio di una bobina - uscì nelle sale cinematografiche britanniche nel febbraio 1915.
Fu distrutto nel 1924 dallo stesso produttore, Cecil M. Hepworth. Fallito, in gravissime difficoltà finanziarie, Hepworth pensò in questo modo di poter almeno recuperare il nitrato d'argento della pellicola.